# Skeppsholmskyrkan
Skeppsholmskyrkan (officielt Carl Johans kyrka) er en tidligere kirke, som ligger på Skeppsholmen i Stockholm. Kirkebyggeriet påbegyndtes 1824 efter den tidligere kirke, Holmkyrkan, som lå på Kyrkholmen (hvor det svenske Nationalmuseum nu ligger), var brændt ned i juni 1822. Kirken er et statsligt byggnadsminne (dvs. fredet bygning).
År 1833 stod kirken klar, efter at dens karakteristiske kuppel var færdigbygget. Kirken indviedes dog ikke før den 24 juli 1842, da lanternen på kuplen kom til. Kuppeltaget har en indvendig højde på 30 meter.
Kirkebygningen er bygget i nyantik stil, tydeligt inspireret af Pantheon i Rom, med dens centrale kuppel samt af Trefaldighetskyrkan i Karlskrona. Planformen er ottekantet og kirkens arkitekt var Fredrik Blom. I Skeppsholmskyrkans indgangsparti findes nogle mindestene indmuret i væggen over de mænd fra østkystens marinedistrikt, som ofrede deres liv under den svenske flådes beredskabstjeneste 1939-45, blandt andet den store jagerulykke på Hårsfjärden den 17 september 1941.
Den 5 december 2001 'afsakraliseredes' Skeppsholmskyrkan, og blev dermed en profan (ikke-kirkelig) bygning med større og bredere muligheder for fortsat anvendelse. Skeppsholmskyrkan hedder fra 2009 Eric Ericsonhallen og huser Eric Ericson International Choral Centre.

## Eksterne links
- Wikimedia Commons har flere filer relateret til Skeppsholmskyrkan
- Statens Fastighetsverks information om Skeppsholmskyrkan Arkiveret 21. februar 2007 hos  Wayback Machine
- Billmarks vyer från Skeppsholmskyrkan Arkiveret 7. marts 2016 hos  Wayback Machine

59°19′35″N 18°04′57″Ø / 59.32639°N 18.08250°Ø